# Ainikki
Ainikki (Anni) a finn mondákban Lemminkejnen húga. Ő árulta el bátyjának, hogy Külikki ígérete ellenére eljár a faluba, ezért Lemminkejnen elhagyta az asszonyt. Lemminkejnen házát a dühös északiak lerombolták, Ainikkivel nem tudni, mi lett. Lemminkejnen csak édesanyját találta meg.